# Klein Rönnau
Klein Rönnau est une commune allemande du Schleswig-Holstein, située dans l'arrondissement de Segeberg (Kreis Segeberg), à deux kilomètres au nord de la ville de Bad Segeberg. Klein Rönnau est l'une des 27 communes de l'Amt Trave-Land dont le siège est à Bad Segeberg.

## Jumelages
- Pszczyna (Pologne)
- Tököl (Hongrie)